# Nikolaï Tcherkassov
Pour les articles homonymes, voir Tcherkassov.
Nikolaï Konstantinovitch Tcherkassov (en russe : Никола́й Константи́нович Черка́сов), né le 27 juillet 1903 à Saint-Pétersbourg (Empire russe) et mort le 14 septembre 1966 à Moscou (Union soviétique), est un acteur russe et soviétique,.

## Biographie
Fils d'un cheminot, Nikolaï Tcherkassov naît à Saint-Pétersbourg.
En 1919-1922, il est artiste du théâtre Mariinsky, du Grand théâtre dramatique de Léningrad et d'autres théâtres où il joue de petits rôles.
En 1926, il est diplômé de l'Institut des arts de la scène de Léningrad.
En 1926-1929 - il est acteur du Théâtre de la jeunesse de Léningrad, en 1929-1931 - artiste des Music-hall de Léningrad et de Moscou, en 1931-1933 - du Théâtre itinérant de Léningrad "Comédie", en 1933-1965 - du Théâtre Alexandra. Il a quitté le théâtre un an avant sa mort en raison de la décision des dirigeants de licencier sa femme dans le cadre de la réduction des effectifs.
En 1926-1929, il se produit sur la scène du théâtre Libre avec Piotr Berezov et Boris Tchirkov dans le numéro de variétés Pat, Patachon et Charlie Chaplin, utilisé dans le film Mon fils (1928) d'Ievgueni Tcherviakov.
Nikolaï Tcherkassov est surtout connu pour avoir tenu les rôles principaux dans les films Alexandre Nevski et Ivan le Terrible de Sergueï Eisenstein, où sa haute taille (1,98 m) magnifie chaque personnage. 
Tcherkassov est inhumé au cimetière du Monastère Saint-Alexandre-Nevski, à Saint-Pétersbourg, parmi les grands noms de l'histoire russe. Son monument funéraire est une grande statue qui le représente assis. Membre du Parti communiste, il était l'un des acteurs favoris de Staline et a obtenu cinq Prix d’État alors appelés prix Staline. 

## Filmographie partielle
- 1927 : Le Poète et le Tsar (Поэт и царь) de Vladimir Gardine et Ievgueni Tcherviakov
- 1932 : Contre-plan (Встречный, Vstrechny) de Fridrikh Ermler et Sergueï Ioutkevitch : milicien
- 1935 : Les Amies (Подруги) de Leo Arnchtam : officier de l'armée blanche
- 1935 : Frontière de Mikhail Dubson
- 1936 : Les Enfants du capitaine Grant de Vladimir Vaïnchtok
- 1937 : L'Île au trésor de Vladimir Vaïnchtok
- 1938 : Alexandre Nevski de Sergueï Eisenstein
- 1944 : Ivan le Terrible de Sergueï Eisenstein
- 1947 : Le Printemps de Grigori Alexandrov
- 1949 : Ivan Pavlov (Академик Иван Павлов) de Grigori Rochal :  Maxime Gorki
- 1953 : Rimski-Korsakov (Римский-Корсаков) de Gennadi Kazansky et Grigori Rochal : Vladimir Stasov
- 1957 : Don Quichotte de Grigori Kozintsev
- 1963 : Vsio ostaiotsia lioudiam (Всё остаётся людям) de Gueorgui Natanson : Dronov

## Distinction
- Ordre du Drapeau rouge du Travail

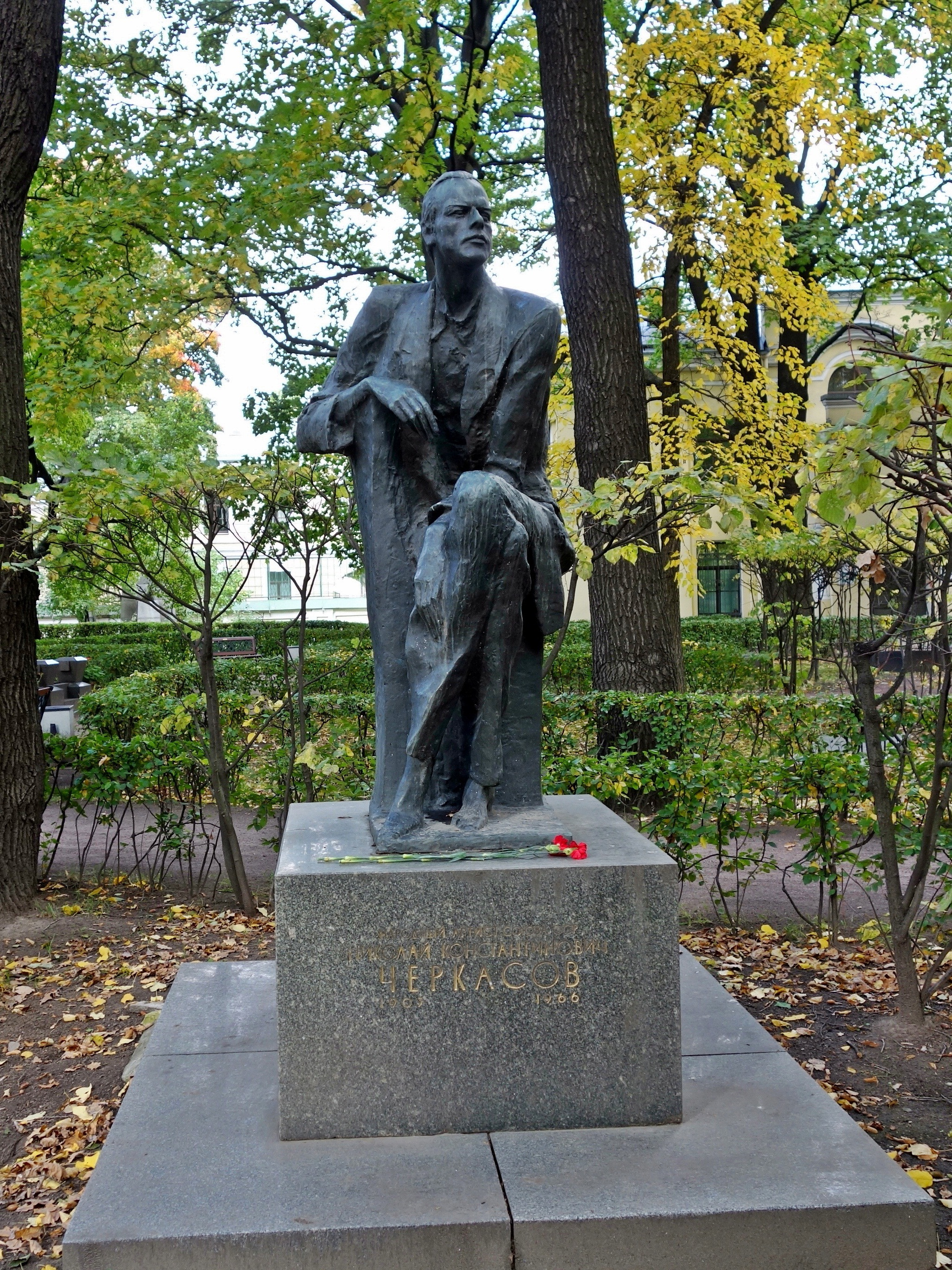
Tombe au cimetière Tikhvine.

  - 1938, pour le rôle dans le film Pierre le Grand
  - 1963, pour la contribution au cinéma soviétique
- Ordre de Lénine
  - 1939, pour les rôles dans les films Pierre le Grand, Alexandre Nevski, Lénine en 1918
  - 1950, pour le 30e anniversaire du cinéma soviétique
- Artiste du peuple de l'URSS (1947)
- Prix Staline
  - 1941, pour le rôle dans le film Alexandre Nevski
  - 1946, pour le rôle dans le film Ivan le Terrible
  - 1950, pour le rôle dans le film Bon vent
  - 1951, pour le rôle dans le film Moussorgski
  - 1951, pour le rôle dans le film Alexandre Popov
- Prix Lénine 1964, pour le rôle dans le film Tout reste pour les gens